# Man of the World (1931)
Man of the World is een Amerikaanse film uit 1931 onder regie van Richard Wallace.

## Verhaal
De film gaat over een jonge Amerikaanse die met haar verloofde en rijke oom naar Parijs gaat en hier verliefd wordt op een auteur. De auteur gebruikt haar echter om haar om terug te pakken voor een akkefietje uit het verleden.

## Rolverdeling
| Acteur          | Personage      |
| --------------- | -------------- |
| William Powell  | Michael Trevor |
| Carole Lombard  | Mary Kendall   |
| Wynne Gibson    | Irene Hoffa    |
| Lawrence Gray   | Frank Reynolds |
| Guy Kibbee      | Harry Taylor   |
| George Chandler | Fred           |